# Ernelláék Farkaséknál
Ernelláék Farkaséknál è un film del 2016 diretto da Szabolcs Hajdu.